# Przyjądrze
Przyjądrze, narząd Giraldésa (łac. paradidymis, organum Giraldés) – w anatomii człowieka jeden z narządów szczątkowych należących do męskiego układu płciowego. Przeważnie ma postać parzystego, okrągławego lub wydłużonego tworu zmiennej wielkości, położonego do przodu od naczyń w dolnej części powrózka nasiennego. Histologicznie składa się z drobnych, ślepo zakończonych kanalików stanowiących pozostałości rozwojowe dolnej grupy przewodów śródnercza. Występuje zwykle tylko u dzieci, u dorosłych zanikając. Odpowiednikiem żeńskim tego narządu jest przyjajnik.
Nazwa eponimiczna upamiętnia portugalskiego chirurga Joachima Giraldèsa.